# 雅各布·沃拉切克
雅各布·沃拉切克（捷克語：Jakub Voráček，1989年8月15日—），生于克拉德诺，捷克男子冰球运动员。他曾代表捷克国家队参加2014年冬季奥林匹克运动会冰球比赛，获得第六名。